# ポルデノーネ県

ポルデノーネ県
Provincia di Pordenone

ポルデノーネ県（ポルデノーネけん、イタリア語: Provincia di Pordenone）は、イタリア共和国フリウリ＝ヴェネツィア・ジュリア州の県の一つである。県都はポルデノーネ。
フリウリ＝ヴェネツィア・ジュリア州における行政制度再編に伴い、2017年に自治体としてのポルデノーネ県は廃止された（選挙区の単位などの地理的呼称としては残される）。

## 名称
標準イタリア語以外の言語では以下の名称を持つ。
- フリウリ語: Provincie di Pordenon
- ヴェネト語: Provincia de Pordenon

## 地理

### 位置・広がり
フリウリ＝ヴェネツィア・ジュリア州の西部に位置する県で、南と西はヴェネト州と接する。フリウーリ地方の西部にあたり、タリアメント右岸 Destra Tagliamento とも呼ばれる。
県都ポルデノーネは、ベッルーノから南南東へ約39km、ウーディネから南南西へ約46km、ヴェネツィアから北東へ約64km、州都トリエステから北西へ約94kmの距離にある。

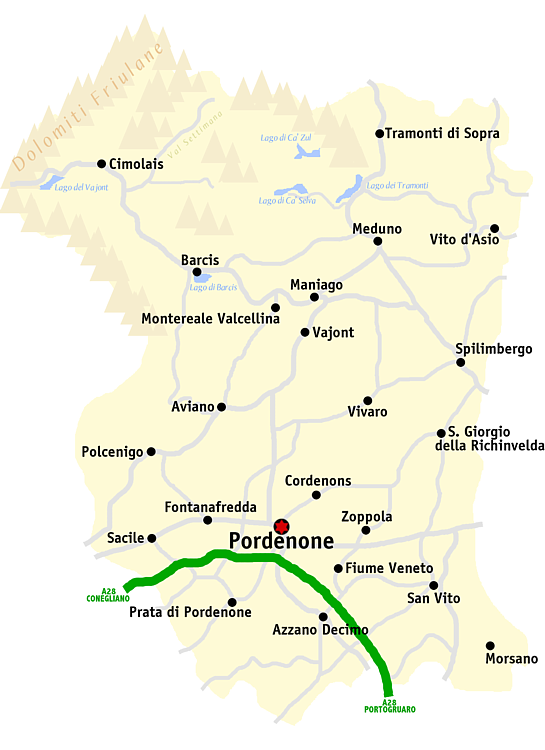
ポルデノーネ県概略図

#### 隣接する県
隣接する県は以下の通り。
- 東 - ウーディネ県
- 南 - ヴェネツィア県（ヴェネト州）
- 南西 - トレヴィーゾ県（ヴェネト州）
- 北西 - ベッルーノ県（ヴェネト州）

### 県内の地域と主要な都市
2001年に行われた居住地区（Località abitata）別人口統計によれば、人口1万人の都市・集落は以下の通り。
- ポルデノーネ - 48,596人
- サチーレ - 15,311人
- コルデノンス - 15,066人
- ポルチャ - 11,494人
- サン・ヴィート・アル・タリアメント - 11,053人
- マニアーゴ - 10,278人

- ポルデノーネ
- サチーレ
- スピリンベルゴ

## 歴史
この地域は、ウィーン会議によってロンバルド＝ヴェネト王国の一部となり、オーストリア帝国の支配下に置かれた。1866年、第三次イタリア独立戦争の結果としてイタリア王国に編入された。
1968年、それまでウーディネ県の一部だったタリアメント川右岸地域が分離し、ポルデノーネ県となった。

## 行政区画

### コムーネ
ポルデノーネ県には50のコムーネが属する。主要なコムーネ（人口1万人以上）は下表の通り。左端の数字はISTATコードを示す。人口は2023年1月1日現在。それ以外のコムーネ、および面積等の詳細なデータは「全コムーネ一覧」参照のこと。
右の地図中の番号は、コムーネのISTATコード下3桁を示す。下表に掲げた主要なコムーネのうち、地図中に名称を記さなかったものについては、番号を太字で示した。
| コード | 自治体名                           | 人口   |
| ------ | ---------------------------------- | ------ |
| 093033 | ポルデノーネ                       | 51,842 |
| 093037 | サチーレ                           | 19,904 |
| 093017 | コルデノンス                       | 17,844 |
| 093005 | アッツァーノ・デーチモ             | 15,712 |
| 093041 | サン・ヴィート・アル・タリアメント | 15,210 |
| 093032 | ポルチャ                           | 14,994 |
| 093022 | フォンタナフレッダ                 | 12,841 |
| 093044 | スピリンベルゴ                     | 11,838 |
| 093021 | フィウーメ・ヴェーネト             | 11,786 |
| 093025 | マニアーゴ                         | 11,526 |

21世紀に入って以降、以下のコムーネ統廃合 (it:Fusione di comuni italiani) が行われている。
2015年発足
- ヴァルヴァゾーネ・アルゼネ（ヴァルヴァゾーネとアルゼネが合併）

## 人物

### 著名な出身者
- プリモ・カルネラ - プロボクサー。セクアルス生まれ。
- ダミアーノ・ダミアーニ - 映画監督。パジアーノ・ディ・ポルデノーネ生まれ。
- レノ・ベルトイア - 北米および日本で活動した野球選手。サン・ヴィート・アル・タリアメント生まれ。